# Kvázikristály

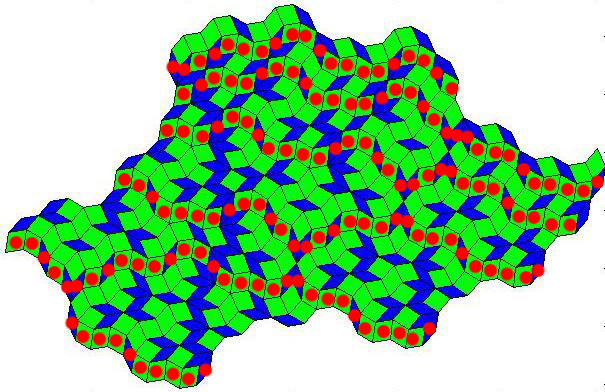
A rombuszos Penrose-csempe és a kvázikristályszerkezet összefüggése

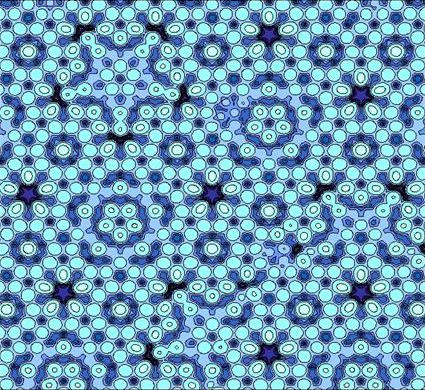
Egy kvázikristály atomszerkezetének modellje

A kvázikristály átmenet a kristályos szerkezetű anyagok és az amorf (üvegszerű, nem kristályos szerkezetű) anyagok között. Jellemzője, hogy fizikailag a kristályokhoz hasonló elrendeződést mutat, de nincsen olyan elemi cella, amelyből maradéktalanul kirakhatóak lennének.
A valódi kristályok egyetlen elemi cella periodikus, elméletileg végtelen ismétlődésével leírhatók, ezzel szemben a kvázikristálynak két – vagy több – elemi cella nemperiodikus ismétlődése alkotja a vázát.
1981-ben Alan L. MacKay (Londoni Egyetem), majd 1984-ben Peter Kramer és Reinhardt Neri egymástól függetlenül dolgozták ki a Penrose-csempék térbeli általánosítását, ezzel elméletben leírták az 1984-ben felfedezett első kvázikristály szerkezetét.
Az első kvázikristályt 1984-ben írták le, alumínium-mangán ötvözet, később még több ilyen módosulásra képes fémötvözetet is találtak, például a Mg32(Zn,Al)49. Az 1980-as évek közepén Daniel Shechtman professzor csapata vizsgálta a kvázikristályos anyagokat, ezért shechtmanitnak nevezték azokat el. Ezek vizsgálata során ötfogású kristályszimmetriát találtak, amiről addig úgy gondolták, hogy képtelenség. A kristályok három, négy, hat vagy nyolc értékű forgási szimmetriát mutathatnak, ötöst sohasem. Ennek oka az az egyszerű tény, hogy ötszögekkel nem lehet a síkot maradéktalanul lefedni. Térben ez úgy néz ki, hogy négy atom alkot egy tetraédert, 20 darab ilyen tetraéder kis torzulásokkal ikozaéderré áll össze. Az ikozaéder hat darab ötfogású szimmetriatengellyel rendelkezik, ezért nem lehet kristályszerkezet elemi cellája. Kis méretekben – néhány ikozaéder – még viszonylag kicsik a hézagok, minél összetettebb a szerkezet, annál nagyobb hézagok maradnak az ikozaéderek között, ezért ez az elrendezés nem terjedhet ki egy teljes kristályra.
A vas–réz–alumínium ötvözet viszonylag nagy, 100 μm feletti dodekaéderes kvázikristályokat is alkothat. Az alumínium–mangán ötvözet alkothat olyan szerkezetet, amelyben az egyik irányban periodikus elemi cellák vannak, a másik irányban viszont nincs elemi cella és tízfogású szimmetriát mutat.
A felfedezéséért Daniel Shechtman 2011-ben megkapta a kémiai Nobel-díjat.
Az ikozaéderes kvázikristályok egyes tulajdonságaikban nagyon hasonlítanak a Penrose-féle csempézés egyik típusára, a két rombuszból álló nemperiodikus teljes síklefedésre. A háromdimenziós kvázikristály elemi cellája két romboéder (rombuszokkal határolt hatlapú test). Az elméletileg leírt térbeli Penrose-csempézés elektron- és röntgenszórása hasonló a schechtmannit szórásképéhez. A Penrose-csempézet hosszú távú rendezettsége hasonlítható a kristályrács síkjaihoz. Ha a rombusz alakú Penrose-csempében minden olyan rombuszt megjelölünk, amelyik párhuzamos egy adott iránnyal, akkor átlagban párhuzamos, cikkcakkos vonalak jelennek meg, amik nem egybevágóak, de egyenletesen ismétlődnek.